# Луцій Марцій Гортал Гортензін
Луцій Марцій Гортал Гортензін (*Lucius Marcius Hortalus Hortenzinus, прибл. 12 до н. е. —після 30) — політичний діяч Римської імперії.

## Життєпис
Походив з роду нобілів Марціїв Філіппів. Син Квінта Марція Гортала Гортензіна. До 16 року обіймав посаду квестора і увійшов в сенат. Жив у бідності, але отримав від Октавіана Августа в дар 1 мільйон сестерціїв на облаштування родини і спадкоємців. Одружився і народив чотирьох синів, але знову впав у бідність. У 16 році звернувся за допомогою до імператора Тіберія. Той висловив незадоволення, але виплатив по 200 тисяч сестерціїв на дитину.
У 25 році стає претором у справах іноземців. З 26 до 29 року керував Кіпром як проконсул. Про подальшу долю немає відомостей.